# Долина Смерті (національний парк)

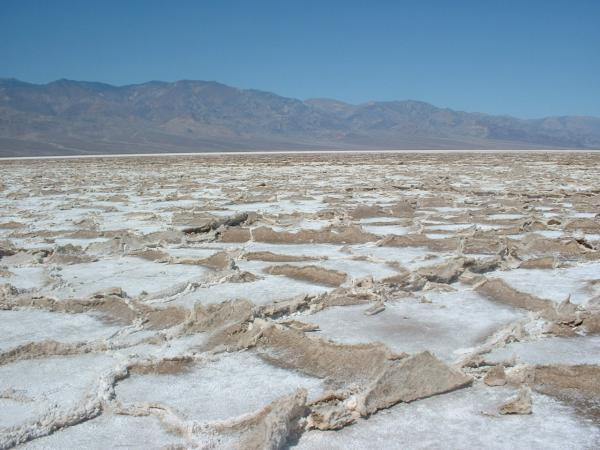
Точка Бедуотер — 86 м нижче рівня моря

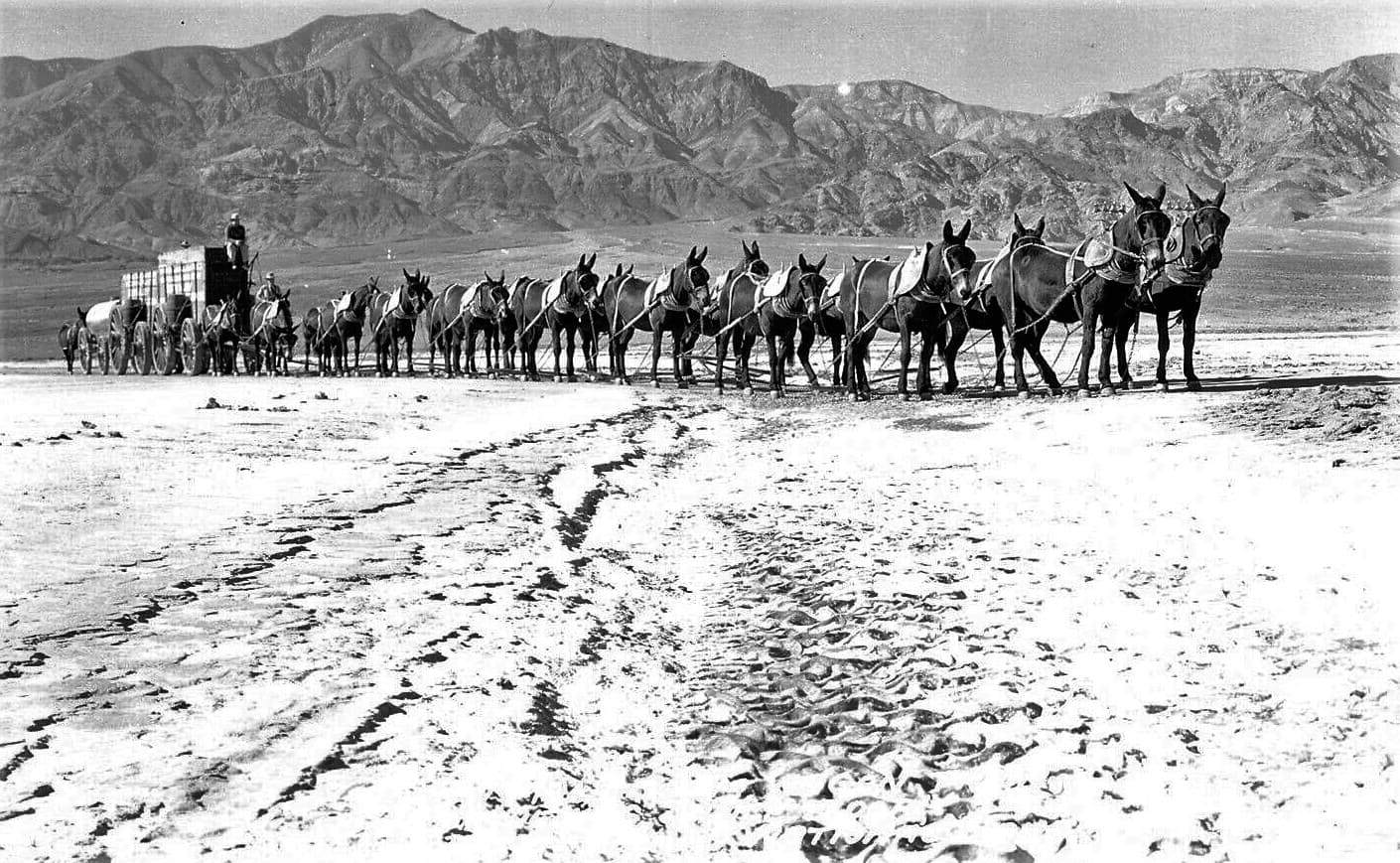
Віз, запряжений 20 мулами.

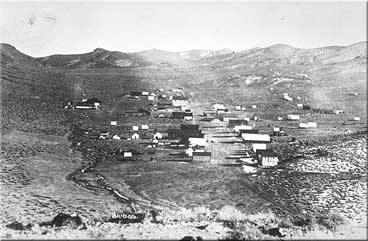
Поселення Скіду в 1906 р.

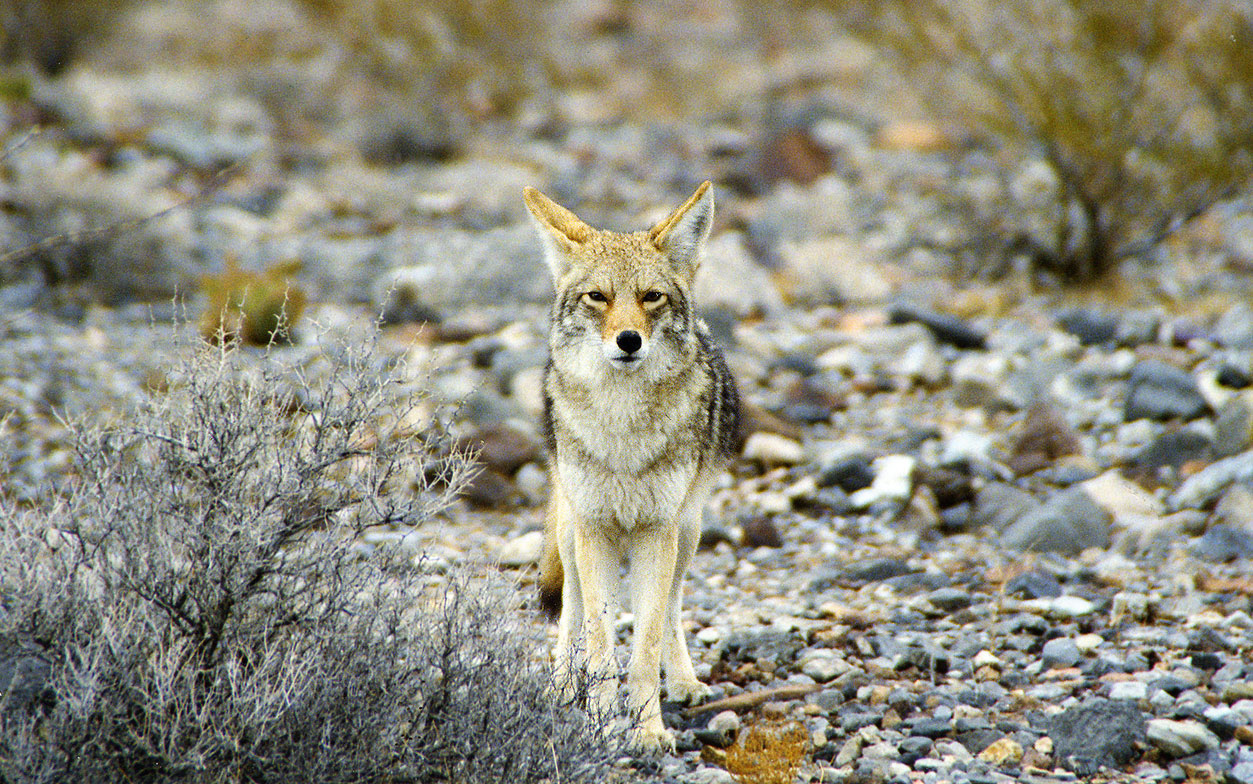
Койот.

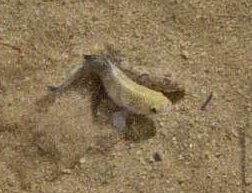
Пустельна рибка Cyprinodon salinus.

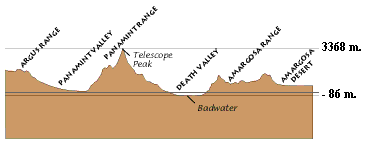
Разріз Долини Смерті.

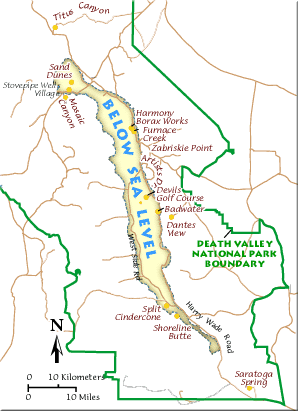
Карта національного парка. Жовтим показані точки нижче рівня моря.

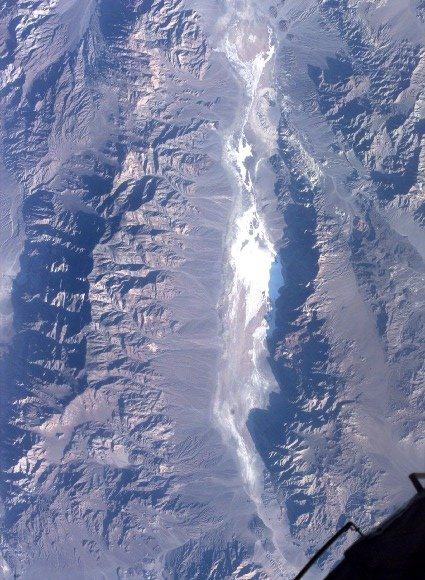
Світлина парку з космосу

Національний парк «Долина Смерті» (англ. Death Valley National Park) — найпосушливіший національний парк у США, розташований на схід від гірського хребта Сьєрра-Невада в штаті Каліфорнія та частинно в невеликому анклаві штату Невада.

## Загальний опис
Площа парку становить 13 518 км², містить у собі долину Саліна, більшу частину долини Долина Панамінт, майже всю Долину Смерті, а також території декількох гірських систем. Із усіх національних парків США має найсухіший і найжаркіший клімат. На території парку, в місці, відомому як Бедвотер (англ. Badwater), розташована друга за глибиною наземна точка в західній півкулі — 86 м нижче рівня моря.
До присвоєння парку природоохоронного статусу тут в основному займалися золотодобуванням. Перші білошкірі американці з'явилися на території нинішнього парку ще взимку 1849, сподіваючись собі заощадити часу й скоротити шлях до копалень золота в Каліфорнії — та після тижнів важкої подорожі й смерті одного з подорожніх назвали місце «долиною смерті». Наприкінці XIX — початку XX століття в долині швидко з'являлися й розвивалися поселення, жителі яких займалися золотодобуванням, — однак виявилися вони недовговічними. Єдиною довгочасною дохідною рудою виявилася бура — мінерал, що використовувався для виробництва мила й у промисловості. Для транспортування цієї руди використовувалися візки, запряжені 18 мулами й парою коней — згодом така незвичайна практика транспортування стала основою для створення численних книг, радіо й телепередач, а також кінофільмів. Національним пам'ятником долина смерті була оголошена в 1933 році, після чого вона потрапила під охорону державою. В 1994 році статус національного пам'ятника був замінений на статус національного парку, у цьому ж році територія парку була розширена, увібравши в себе долини Саліна і Юрика.
Навколишнє середовище парку стало результатом геологічних перетворень на цій території, які мають довгу й складну історію. Найстаріші гірські породи утворювалися в результаті метаморфічних змін принаймні 1700 млн років тому. У минулому, на цьому місці були теплі й мілководні внутрішні моря, що залишили великі морські відкладання; і так тривало доти, поки ущелина не відкрила шлях у Тихий океан. Відкладання тривали й далі доти, поки зона субдукції не сформувала прибережну зону. Гори й ряд вулканів, що утворювалися на заході, закрили шлях до океану. Пізніше земна кора стала розриватися, створивши аридний рельєф, який ми спостерігаємо сьогодні. Долини були заповнені осадовими породами, а в вологі часи льодовикових періодів озерами, такими як озеро Менлі.

## Географія
До складу парку входять дві великі долини — Смерті й Панамінт, кожна з яких утворювалася кілька мільйонів років тому й обидві обмежені гірськими ланцюгами, що простягнулися з півночі на південь. Ці, а також інші сусідні долини, відповідають загальній тенденції топографічної структури Провінції хребтів і долин (англ. Basin and Range Province), за одним винятком: у центральній частині долини Смерті є ряд паралельних геологічних розломів, у результаті чого центральна частина долини трохи розширена.
У цей час відбувається процес подальшого підвищення навколишніх гір і зниження дна долини. Процес підйому Чорних гір відбувається настільки швидко, що алювіальні віяла (конусоподібні відкладення потоку в горловині каньйонів) від них відносно невеликі й круті в порівнянні з величезними алювіальними віялами, що виходять із хребта Панамінт. У результаті швидкого росту в багатьох місцях уздовж Чорних гір утворювалися так звані «келихо-подібні каньйони», а не класичні V-подібні, що сходяться в точці потоку. Замість цього форма V закінчується в каньйоні на півшляху вниз відносно невеликим і крутим алювіальним віялом, на якому накопичуються відкладення потоку.
Найвищим місцем парку є хребет Панамінт із піком Телескоп висотою 3,368 м над рівнем моря. Долина Смерті є перехідною зоною від північної частини пустелі Мохаве й п'ятьма гірськими хребтами уздовж Тихого океану, три з яких (Сьєрра-Невада, Аргус і Панамінт) є значними бар'єрами. Повітряні потоки, швидко спускаючись із гір, у результаті адіабатичного процесу сильно нагріваються й втрачають вологу, у результаті чого виникає сухе й гаряче повітря — цей процес кліматологи називають «дощовою тінню». У результаті цього процесу долина Смерті вважається найбільш посушливою територією Північної Америки, де в районі Бедвотер у рік у середньому випадає всього 43 мм опадів (у деякі роки там не реєструється дощів). Щорічний середній рівень випадання опадів коливається від 48 мм у місцях нижче рівня моря до 380 мм у горах, що оточують долину. Коли ж дощ нарешті приходить, він часто викликає рясні зливові повені, які змінюють структуру ландшафту й іноді створюють дуже дрібні тимчасові озера.
На рівні 86 м нижче рівня моря перебуває друга найнижча точка земної поверхні в західній півкулі (після ДЕ-САН-ХУЛІАН в Аргентині), а на відстані всього 140 км від цього місця вершина Вітні піднімається на висоту 4421 м над рівнем моря. Це місце є останньою точкою в дренажній системі Великого Басейну, і хоча в цей час цей факт не має практичного значення, у попередні, вологіші часи в цьому місці збиралася вода із усього регіону, утворюючи велике прадавнє солоне озеро Менлі, яке згодом висохло, утворивши соляне озеро. Таким чином, соляні озера в долині вважаються одними з найбільших озер у світі, багатими такими мінералами як бура, різними солями й гідратами. Найбільше соляне озеро в парку простягнулося на 65 км, загальною площею 500 км² покриваючи дно долини. Другим широко відомим таким соляним озером є Рейстрек, також знамените своїми загадковими каменями, що рухаються.
10 липня 1913 року в Долині Смерті в районі Бедвотер була зафіксована рекордно висока температура — +57 °C, і досі ця температура залишається найвищою зареєстрованою в Північній Америці. Щоденні денні літні температури перевищуючі 50 °C звичайні для території парку, а в зимові ночі температура іноді опускається нижче нуля. Кілька струмків у долині Смерті живляться підземними водами водоносних горизонтів, які тягнуться на схід до південних районів штатів Юта й Невада. Більша частина води в цих водоносних горизонтах накопичилася там кілька тисяч років тому, під час льодовикових періодів епохи плейстоцену, коли клімат був м'якше й прохолодніше. Сучасний сухий клімат не дозволяє заповнювати споживані запаси води в горизонтах.
Жаркий і сухий клімат перешкоджає формуванню ґрунту. Зсуви є основним процесом ерозії результат якого — оголені гірські хребти з майже повною відсутністю ґрунту. Піщані дюни в парку нечисленні. Найвідомішим місцем є дюни із кварцового піску в районі Стоувпайп-Веллс (англ. Stovepipe Wells), інше місце перебуває за 16 км до півночі, де дюни утворені із травертинового піску.

## Відомі пам'ятки та локації
- Бедвотер
- Фернес-Крік
- Рухли́ві ка́мені
- Текопа